# Laura Vargas-Koch
Laura Vargas Koch (Berlín, 29 de junio de 1990) es una deportista alemana (de padre chileno) que compite en judo.
Participó en los Juegos Olímpicos de Río de Janeiro 2016, obteniendo una medalla de bronce en la categoría de –70 kg. En los Juegos Europeos de Bakú 2015 consiguió dos medallas de plata (–70 kg y equipo).
Ganó una medalla de plata en el Campeonato Mundial de Judo de 2013 y tres medallas en el Campeonato Europeo de Judo, entre los años 2013 y 2015. Además, obtuvo una medalla de oro en el Campeonato Europeo de Judo por Equipo Mixto de 2018.

## Palmarés internacional
| Juegos Olímpicos                    | Juegos Olímpicos        | Juegos Olímpicos  | Juegos Olímpicos |
| Año                                 | Lugar                   | Medalla           | Categoría        |
| ----------------------------------- | ----------------------- | ----------------- | ---------------- |
| 2016                                | Río de Janeiro (Brasil) | Medalla de bronce | –70 kg           |
| Campeonato Mundial                  |                         |                   |                  |
| Año                                 | Lugar                   | Medalla           | Categoría        |
| 2013                                | Río de Janeiro (Brasil) | Medalla de plata  | –70 kg           |
| Juegos Europeos                     |                         |                   |                  |
| Año                                 | Lugar                   | Medalla           | Categoría        |
| 2015                                | Bakú (Azerbaiyán)       | Medalla de plata  | –70 kg           |
| 2015                                | Bakú (Azerbaiyán)       | Medalla de plata  | Equipo           |
| Campeonato Europeo                  |                         |                   |                  |
| Año                                 | Lugar                   | Medalla           | Categoría        |
| 2013                                | Budapest (Hungría)      | Medalla de bronce | –70 kg           |
| 2014                                | Montpellier (Francia)   | Medalla de plata  | –70 kg           |
| 2015                                | Bakú (Azerbaiyán)       | Medalla de plata  | –70 kg           |
| Campeonato Europeo por Equipo Mixto |                         |                   |                  |
| Año                                 | Lugar                   | Medalla           | Categoría        |
| 2018                                | Ekaterimburgo (Rusia)   | Medalla de oro    | Equipo mixto     |